# Spinodares
Spinodares is een geslacht van Phasmatodea uit de familie Heteropterygidae. De wetenschappelijke naam van dit geslacht is voor het eerst geldig gepubliceerd in 1998 door Bragg.

## Soorten
Het geslacht Spinodares is monotypisch en omvat slechts de volgende soort:
- Spinodares jenningsi Bragg, 1998